# Music Complete
Music Complete é o décimo álbum de estúdio do grupo inglês de pós-punk New Order. Foi lançado no dia 25 de setembro de 2015 pela gravadora Mute Records, o primeiro disco do grupo pelo novo selo. O álbum conta com a participação de Elly Jackson, da banda La Roux, Iggy Pop e Brandon Flowers, do The Killers, nos vocais de algumas canções.
O disco foi lançado em CD e vinil, além de formato digital, no dia 25 de setembro de 2015. A versão de luxo do LP, lançada como um box, foi colocada à venda em 20 de novembro de 2015. A arte da capa varia conforme o tipo de formato.
Em 29 de julho, a canção "Restless" foi lançada como primeiro single do álbum. Em 19 de outubro, "Tutti Frutti" foi escolhida e lançada como segundo single.
Music Complete recebeu boas críticas, sendo apontado como o melhor trabalho do grupo desde o disco Technique (1989). O crítico e jornalista André Barcinski apontou o disco como sendo muito bom, mesmo não trazendo nenhuma inovação.

## Antecedentes
Music Complete segue uma linha mais eletrônica do que os dois álbuns anteriores do New Order, que tinham sido mais baseados no uso de guitarras. Este é o primeiro disco sem o baixista Peter Hook (o álbum anterior de 2013, Lost Sirens, é constituído de sobras das gravações de Waiting for the Sirens' Call, de 2005, quando Peter ainda estava no grupo), assim como a estreia de Tom Chapman e o retorno de Gillian Gilbert, que tinha deixado o grupo em 2001. Dawn Zee é o responsável pelos backing vocals do disco, papel que já havia realizado nos últimos três álbuns.
Em março e julho de 2014, a banda já havia revelados duas novas canções. "Plastic" foi apresentada na turnê pela América do Sul, no Lollapalooza Chile, enquanto "Singularity" foi tocada em um show na cidade de Chicago, Estados Unidos, durante a turnê pela América do Norte.
A banda havia assinado um novo contrato com o selo Mute Records, deixando para trás a Warner Music. No dia 22 de junho, através de seu site oficial, o New Order anunciou a data de lançamento e o nome do novo disco: Music Complete. Neste mesmo dia, bem como nos dias 30 de junho e 7 de julho, o canal oficial da banda no YouTube divulgou três teasers com trechos de músicas que estariam no álbum.
Em 29 de julho, a canção "Restless" foi lançada como primeiro single do álbum. Em 19 de outubro, "Tutti Frutti" foi escolhida e lançada como segundo single. "Plastic" foi compartilhada com o público no dia 16 de setembro, enquanto "Tutti Frutti" saiu como segundo single no dia 19 de outubro.

## Capa
A arte da capa de Music Complete foi criada pelo diretor de arte Peter Saville, colaborador de longa data do grupo. A arte apresenta uma montagem de linhas com as cores vermelha, amarela, verde e azul. Dependendo do formato, os esquemas de cores variam.

## Lançamento
Music Complete foi lançado oficialmente no dia 25 de setembro de 2015, em 5 formatos diferentes.

## Recepção da Crítica
Music Complete recebeu críticas positivas por parte da mídia especializada. T. Cole Rachel, crítico da Pitchfork, comentou que o disco soa como um "New Order clássico" e escreveu: "Music Complete certamente não diminui o formidável legado do New Order, mas isso não significa necessariamente que o expanda". Barry Walters, da revista Rolling Stone, escreveu: "Tal como o suicídio de Curtis inspirou seus companheiros de banda a se reinventarem como New Order, em 1980, a saída de Hook os deixou livres para criarem o mais substancial trabalho em décadas".

## Faixas do álbum
1 - "Restless" (4:31)
2 - "Singularity" (5:37)
3 - "Plastic" (6:55)
4 - "Tutti Frutti" (6:22)
5 - "People on the High Line" (5:41)
6 - "Stray Dog" (6:17)
7 - "Academic" (5:54)
8 - "Nothing But a Fool" (7:43)
9 - "Unlearn This Hatred" (4:19)
10 - "The Game" (5:06)
11 - "Superheated" (5:04)
12 - "Restless" - bônus estendido (7:09)